# 권행
권행(權幸, ?~?)은 고려(高麗)의 공신이자 안동 권씨(安東 權氏)의 시조이다. 본명은 김행(金幸). 고려사(高麗史)에는 흔행(昕幸)으로도 기록되어 있다.

## 생애
930년(고려 태조(高麗 太祖) 13년)에 고창군(古昌郡)에서 왕건(王建)이 후백제왕(後百濟王) 견훤(甄萱)과 전투를 벌였을 때 고을 사람 김선평(金宣平), 장길(張吉)과 함께 태조 왕건(太祖 王建)을 도와 전공을 세우면서 대상(大相)으로의 임명과권씨 성을 하사 받았으며, 아부공신(亞父功臣)에 책록되었다. 이후 고창군은 안동부(安東府)로 승격되었다.

## 가족 관계
- 배우자 : 박씨(朴氏)
  - 아들 : 권인행(權仁幸)
  - 며느리 : 양천 허씨(陽川許氏), 허선문(許宣文)의 딸
    - 손자 : 권책(權冊)
    - 손자 : 권륜(權綸)

## 권행이 등장하는 드라마
- 《태조 왕건》 (KBS, 2000년~2002년, 배우: 김창봉)